# Пограничная охрана Швейцарии
Пограничная охрана Швейцарской Конфедерации (франц. Corps des gardes-frontière, нем. Grenzwachtkorps, итал. Corpo delle guardie di confine) — федеральный правоохранительный орган Швейцарии, занимающийся  пограничным и таможенным контролем государственной границы Швейцарской Конфедерации.
Швейцарская пограничная охрана заботится об предотвращении, вмешательстве и преследовании в отношении таможенных вопросов и вопросов, связанных с миграцией. Она обеспечивает безопасность государственных границ и национальные компенсационные меры в соответствии с Шенгенским соглашением. Пограничная охрана Швейцарии также участвует в международных миссиях Европейского агентства по управлению оперативным сотрудничеством на внешних границах (Frontex).

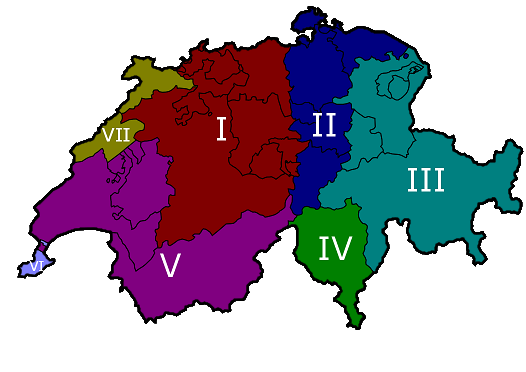
Карта разделения семи региональных пограничных подразделений

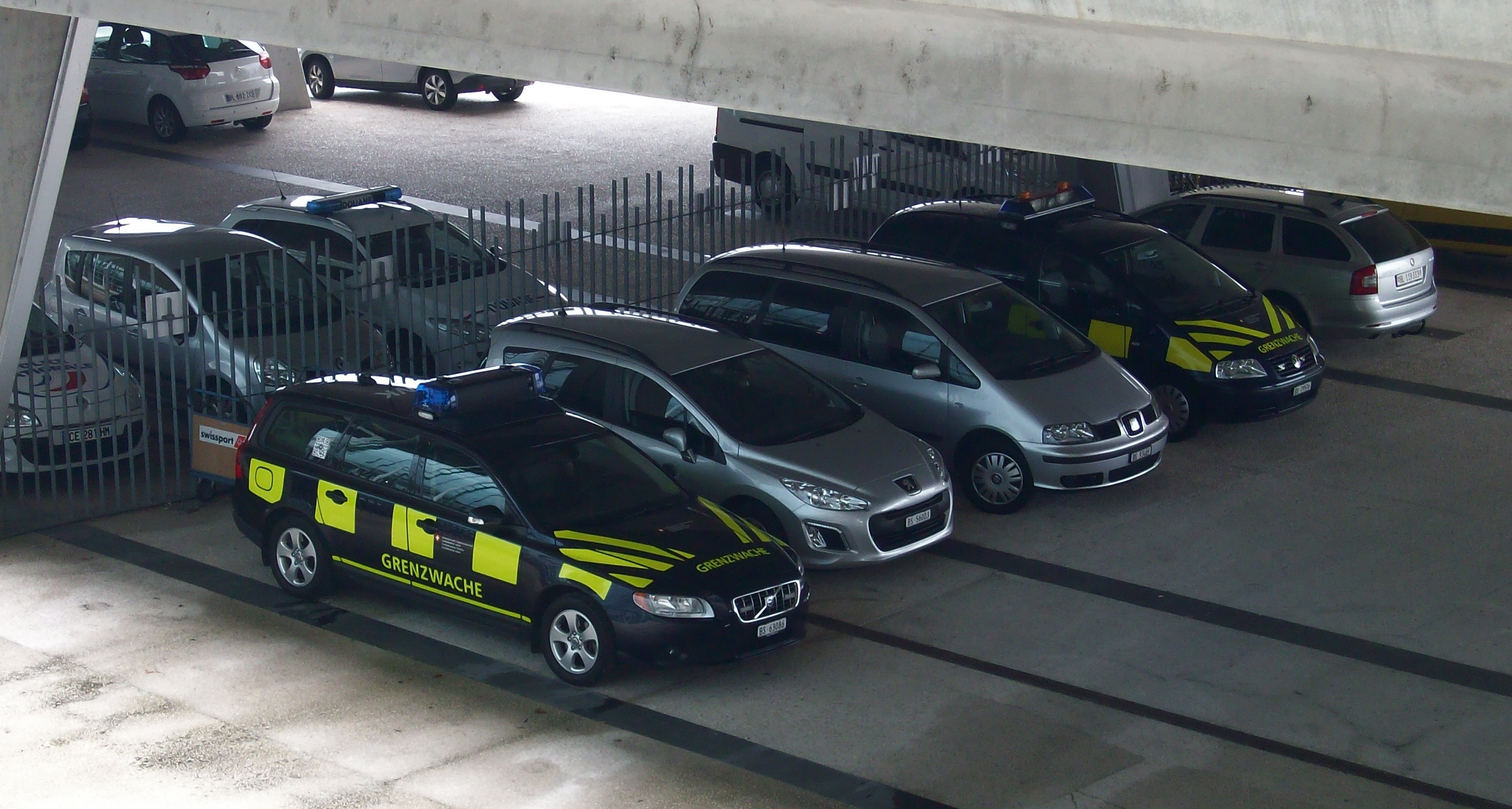
Пограничная охрана в ЕвроАэропорту

Швейцарская пограничная служба контролирует и проверяет людей и товары, пересекающие швейцарскую границу, одновременно борясь с контрабандой и трансграничной преступностью. Он также участвовал в международных миссиях. Кроме того, швейцарская пограничная служба поставляла агентов (маршалов наземного и воздушного транспорта) в Федеральное управление полиции, которым было поручено предотвращать инциденты на борту самолётов и в аэропортах. В целом Швейцарской пограничной службе было поручено обеспечивать соблюдение более 150 национальных законов.

## Оружие
Пограничникам выдаются пистолеты Heckler & Koch P30 V4 с патронами RUAG ACTION 4 9MM. Кроме того, пистолеты-пулемёты Heckler & Koch MP5 доступны либо на некоторых пограничных переходах (хранятся в специальных сейфах), либо загружаются в патрульные машины в начале смены.